# McEliece-Kryptosystem
Das McEliece-Kryptosystem ist ein asymmetrischer Verschlüsselungsalgorithmus. Es wurde 1978 vom Kryptographen Robert J. McEliece vorgestellt. Das Verfahren wird nur selten praktisch eingesetzt, da die Schlüssel große Matrizen sind; die Beschreibung eines Schlüssels mit einem Sicherheitsniveau von 128 Bit benötigt in der Größenordnung von 1 MB, über tausendmal mehr als vergleichbare RSA-Schlüssel. Eine erste Implementierung im Bereich der angewandten Kryptographie erfolgte seit 2017 mit vier verschiedenen Moduli in dem quell-offenen Instant Messenger Smoke. Es ist selbst unter Verwendung von Quantencomputern kein effizienter Algorithmus bekannt, der das McEliece-Kryptosystem brechen kann, was es zu einem vielversprechenden Kandidaten für Post-Quanten-Kryptographie macht.

## Verfahren

### Erzeugung des öffentlichen und privaten Schlüssels
Die Erzeugung des öffentlichen und des privaten Schlüssels funktioniert wie folgt.
- Man wählt einen {\displaystyle (n,k,t)}-Goppa Code mit Generatormatrix {\displaystyle G}.
- Weiter wählt man eine invertierbare Matrix {\displaystyle S\in \{0,1\}^{k\times k}} und eine Permutationsmatrix {\displaystyle P\in \{0,1\}^{n\times n}}.
- Man definiert {\displaystyle {\hat {G}}=SGP}.

Der öffentliche Schlüssel besteht aus {\displaystyle {\hat {G}}}, der private aus {\displaystyle (S,G,P)}.

### Verschlüsseln von Nachrichten
Um eine Nachricht {\displaystyle m\in \{0,1\}^{k}} zu verschlüsseln, verfährt man wie folgt:
- Man wählt {\displaystyle z\in \{0,1\}^{n}} zufällig mit Hamming-Gewicht {\displaystyle t}, d. h., genau {\displaystyle t} Koordinaten von {\displaystyle z} sind 1 und alle anderen sind 0.
- Man berechnet den Schlüsseltext als {\displaystyle c=m{\hat {G}}+z}.

### Entschlüsseln von Nachrichten
Um einen Schlüsseltext {\displaystyle c} zu entschlüsseln, verfährt man folgendermaßen:
- Man berechnet {\displaystyle c'=cP^{-1}}.
- Mittels der fehlerkorrigierenden Eigenschaften des verwendeten Goppa-Codes berechnet man weiter das zu {\displaystyle c'} nächstgelegene Codewort {\displaystyle c''} und das nächstgelegene Nachrichtenwort {\displaystyle c'''}.
- Letztlich berechnet man die Nachricht {\displaystyle m} als {\displaystyle m=c'''S^{-1}}.

## Kryptographische Eigenschaften

### Korrektheit
Es ist leicht zu sehen, dass Nachrichten immer korrekt entschlüsselt werden. Nach dem ersten Entschlüsselungsschritt hat man
{\displaystyle c'=cP^{-1}=(m{\hat {G}}+z)P^{-1}=mSG+zP^{-1}}.
Da {\displaystyle P} eine Permutation ist, hat {\displaystyle zP^{-1}} noch immer Hamming-Gewicht {\displaystyle t}, und daher erhält man nach dem zweiten Entschlüsselungsschritt:
{\displaystyle c''=mSG}, sowie {\displaystyle c'''=mS},
da der verwendete Goppa-Code bis zu {\displaystyle t} Fehler korrigieren kann. Da {\displaystyle S} invertierbar ist, erhalten wir nun:
{\displaystyle c'''S^{-1}=m}
als korrekte Entschlüsselung zurück.

### Sicherheit
Unter der Learning-Parity-with-Noise-Annahme und der Annahme, dass {\displaystyle {\hat {G}}} ununterscheidbar von zufällig {\displaystyle k\times n} Matrizen ist, besitzt das Verfahren die Einwegeigenschaft.

## Varianten des Verfahrens

### Erreichen von IND-CPA Sicherheit
2008 wurde gezeigt, dass eine kleine Änderung des Verfahrens zu einem IND-CPA-sicheren Verschlüsselungsverfahren führt. Anstatt bei der Verschlüsselung eine Nachricht der Länge {\displaystyle k} zu verschlüsseln, werden lediglich Nachrichten der Länge {\displaystyle \beta k} für ein positives {\displaystyle \beta <1}, z. B. {\displaystyle \beta ={\frac {9}{10}}} verwendet. Diese werden dann zufällig zu Nachrichten der Länge {\displaystyle k} erweitert. Bei der Entschlüsselung werden am Ende diese Positionen einfach ignoriert.

### Reduktion der Schlüsselgröße
In der ursprünglichen Beschreibung des Verfahrens beträgt der Speicherbedarf für {\displaystyle {\hat {G}}} etwa {\displaystyle {\frac {kn}{8\cdot 1024}}}kB. Für die empfohlenen Parameter resultiert dies in Schlüsselgrößen zwischen 253 kB und 701 kB, was in der Praxis oft als zu groß angesehen wird. Alternativ kann man die Matrix {\displaystyle {\hat {G}}} durch das Gaußsche Eliminationsverfahren auf die Form {\displaystyle {\tilde {G}}=(E_{k}|{\hat {G}}')} bringen, wobei {\displaystyle E_{k}} die Einheitsmatrix der Dimension {\displaystyle k} bezeichnet. Der Speicheraufwand für den öffentlichen Schlüssel sinkt dann auf {\displaystyle {\frac {k(n-k)}{8\cdot 1024}}}, oder für die gegebenen Parameter auf 72 kB bis 189 kB.
Für die Verschlüsselung wird nun einfach {\displaystyle {\tilde {G}}} verwendet. Für die Entschlüsselung verwendet man die parallel zur Normierung mitberechnete Matrix {\displaystyle N} mit {\displaystyle {\hat {G}}=N{\tilde {G}}}, und multipliziert vor der Ausgabe der Nachricht noch von rechts mit {\displaystyle N}.